# Mięguszowiecki Potok
Mięguszowiecki Potok (słow. Hincov potok) – potok płynący Doliną Mięguszowiecką w słowackich Tatrach Wysokich. Powstaje w środkowej części tej doliny, na wysokości ok. 1545 m n.p.m. z połączenia Hińczowego Potoku z Żabim Potokiem Mięguszowieckim. W dolnej części doliny, na wysokości ok. 1300 m łączy się z potokiem Krupa wypływającym z Popradzkiego Stawu, dając początek rzece Poprad.
Średni całoroczny przepływ w Mięguszowieckim Potoku wynosi 500 l/s i jest bardzo zmienny; w czerwcu wynosi średnio 1300 l/s, pod koniec zimy spada do 85 l/s.
W literaturze słowackiej, a także niemieckiej i węgierskiej zwykle nie wyróżnia się tego potoku. Uważa się go za dolną część Hińczowego Potoku.
Mięguszowiecki Potok jest zarybiony. Pstrągi występują w całym jego biegu, a nawet wyżej, w Żabim Potoku aż do wysokości 1560 m n.p.m. – jest to najwyższy naturalny zasięg pstrąga w Tatrach.